# Wilson Lins
Wilson Mascarenhas Lins de Albuquerque (Pilão Arcado, 25 de abril de 1920 - Salvador, 4 de agosto de 2004) foi um romancista, ensaista, jornalista e político brasileiro.

## Biografia
Era filho do Coronel Franklin Albuquerque e de Sophia Mascarenhas de Albuquerque. Cursou o secundário na capital baiana, no Colégio da Bahia (Ginásio Carneiro Ribeiro) e Ipiranga; ingressando na política, exerceu o mandato de deputado estadual em várias legislaturas.
Como jornalista atuou em O Imparcial, jornal da família, colaborando em outros periódicos baianos. entre 1948 e 1950, mora no Rio de Janeiro, escrendo no jornal O Mundo, e na sucursal do paulista O Estado de S. Paulo. De volta a Salvador edita o semanário Amigo do Povo.
Em 1967 é eleito para Cadeira 38 da Academia de Letras da Bahia. Secretário de Educação e Cultura do Estado (1959-1962) e presidiu o Conselho Estadual de Cultura (1983).

## Obras
- Zaratustra me Contou (romance surrealista), Tipografia Naval, Salvador, 1939.
- 12 Ensaios de Nietzsche, Ensaio, edição O Imparcial, Salvador, 1946
- A Infância do Mundo, Ensaio, edição O Imparcial, Salvador, 1946. Livraria Progresso, Salvador, 1951 (1ª ed.), 1960 (2ª ed.).
- Os outros - Crônicas, Empresa Gráfica Ltda, Salvador, 1955.
- Os Segredos do Heroi Cauteloso, Novela, Empresa Gráfica Ltda, Salvador, 1955. EGBa, Salvador, 1959.
- O Médio São Francisco(Uma sociedade de pastores e guerreiros). Ensaio. 1ª edição , Ed. Oxumaré, Salvador, 1952; 2ª edição. Livraria Progresso Editora, Salvador, 1960.
- Tempos Escatológicos- Ensaios, Livraria Progresso Editora, Salvador, 1959.
- Os Cabras do Coronel - Romance, Edições GRD, Rio de Janeiro, 1964.
- O Reduto- Romance, Livraria Martins Editora,S.A., São Paulo, 1965.
- Remanso da Valentia- Romance, Livraria Martins Editora, S.A., São Paulo, 1967. (junto aos dois anteriores, formam uma trilogia sobre a vida nos sertões baianos do São Francisco, na época do Coronelismo).
- Responso das Almas - Romance, Livraria Martins Editora, S.A.,São Paulo, 1970.
- Militão sem Remorso, 1980.
- Crônicas do Epigrama na Bahia, 1996.